# 漢普頓地區

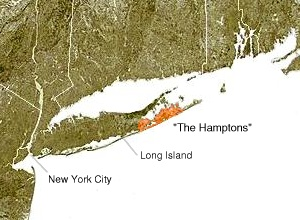
漢普頓地區

漢普頓地區（英語：The Hamptons）是紐約市長島東端的一部分，由南安普敦鎮和東漢普頓鎮組成，它們共同構成長島在紐約州薩福克縣南叉半島部分。漢普頓地區是受歡迎的海濱度假勝地，並且是美國東北部歷史最悠久的夏季度假村之一。
長島鐵路的蒙托克支線、蒙托克高速公路途經此處，而渡輪則可到達加德納斯島、紐約市和康涅狄格州新倫敦。